# Kanton Châtenois-les-Forges
Het Kanton Châtenois-les-Forges is een kanton van het departement Territoire de Belfort in Frankrijk. Het kanton maakt deel uit van het arrondissement Belfort.

## Geschiedenis
Op 22 maart 2015 werden de gemeente Bourogne van het kanton Grandvillars en de gemeenten Andelnans, Charmois, Chèvremont, Meroux, Moval, Sevenans en Vézelois van het op die dag opgeheven kanton Danjoutin bij het kanton Châtenois-les-Forges gevoegd. Op dezelfde dag werd de gemeente Bavilliers afgescheiden om de hoofdplaats van een nieuw kanton te worden. Hierdoor nam het aantal gemeenten in het kanton toe van 10 tot 17.
De gemeenten Meroux en Moval werden op 1 januari 2019 samengevoegd tot de fusiegemeente (commune nouvelle) Meroux-Moval.

## Gemeenten
Het kanton Châtenois-les-Forges omvat de volgende gemeenten:
- Andelnans
- Argiésans
- Banvillars
- Bermont
- Botans
- Bourogne
- Buc
- Charmois
- Châtenois-les-Forges (hoofdplaats)
- Chèvremont
- Dorans
- Meroux-Moval
- Trévenans
- Sevenans
- Urcerey
- Vézelois

Arrondissement Belfort: Bavilliers · Belfort-1 · -2 · -3 · Châtenois-les-Forges · Delle · Giromagny · Grandvillars · Valdoie